# Правило Лібермейстера
Пра́вило Ліберме́йстера (англ. Liebermeister's rule) — медичний термін, який описує коефіцієнт приросту частоти серцевих скорочень (ЧСС) і, відповідно, пульсу під час гарячки у дорослої людини без супутніх хвороб серця та центральної нервової системи. Виявлено, що підвищення температури тіла на 1°С спричинює почастішання ЧСС і пульсу відносно норми для цієї людини на 8-10 ударів за 1 хвилину.
Порушення цього правила є діагностичною ознакою, найбільш виразно спостерігається при черевному тифі, жовтій гарячці (симптом Фаже), тяжкому перебігу туляремії, бруцельозі, легіонельозі тощо.
Правило вивів німецький лікар Карл фон Лібермайстер (нім. Carl von Liebermeister; роки життя 1833—1901).